# Ulukwumi jezik
Ulukwumi jezik (ISO 639-3: ulb), nigersko-kongoanski jezik skupine yoruboid, koji zajedno s još drugih 12 jezika čini podskupinu edekiri. Govori ga oko 10 000 ljudi (Crozier and Blench 1992) u nigerijskoj državi Deltam, u LGA Aniocha i Oshimili.

## Vanjske poveznice
- Ethnologue (14th)
- Ethnologue (15th)
- [neaktivna poveznica]
- MultiTree: The Ulukwumi Language